# Rosny-sur-Seine
Rosny-sur-Seine è un comune francese di 6 929 abitanti situato nel dipartimento degli Yvelines nella regione dell'Île-de-France.

## Storia

### Simboli
Lo stemma adottato dal comune è
d'azzurro, alle cinque cotisse d'oro.

## Società

### Evoluzione demografica
Abitanti censiti